# Ptisana obesa
Ptisana obesa är en kärlväxtart som först beskrevs av Christ, och fick sitt nu gällande namn av Murdock. Ptisana obesa ingår i släktet Ptisana och familjen Marattiaceae. Inga underarter finns listade i Catalogue of Life.